# Solomon Airlines
Pour les articles homonymes, voir Solomon.

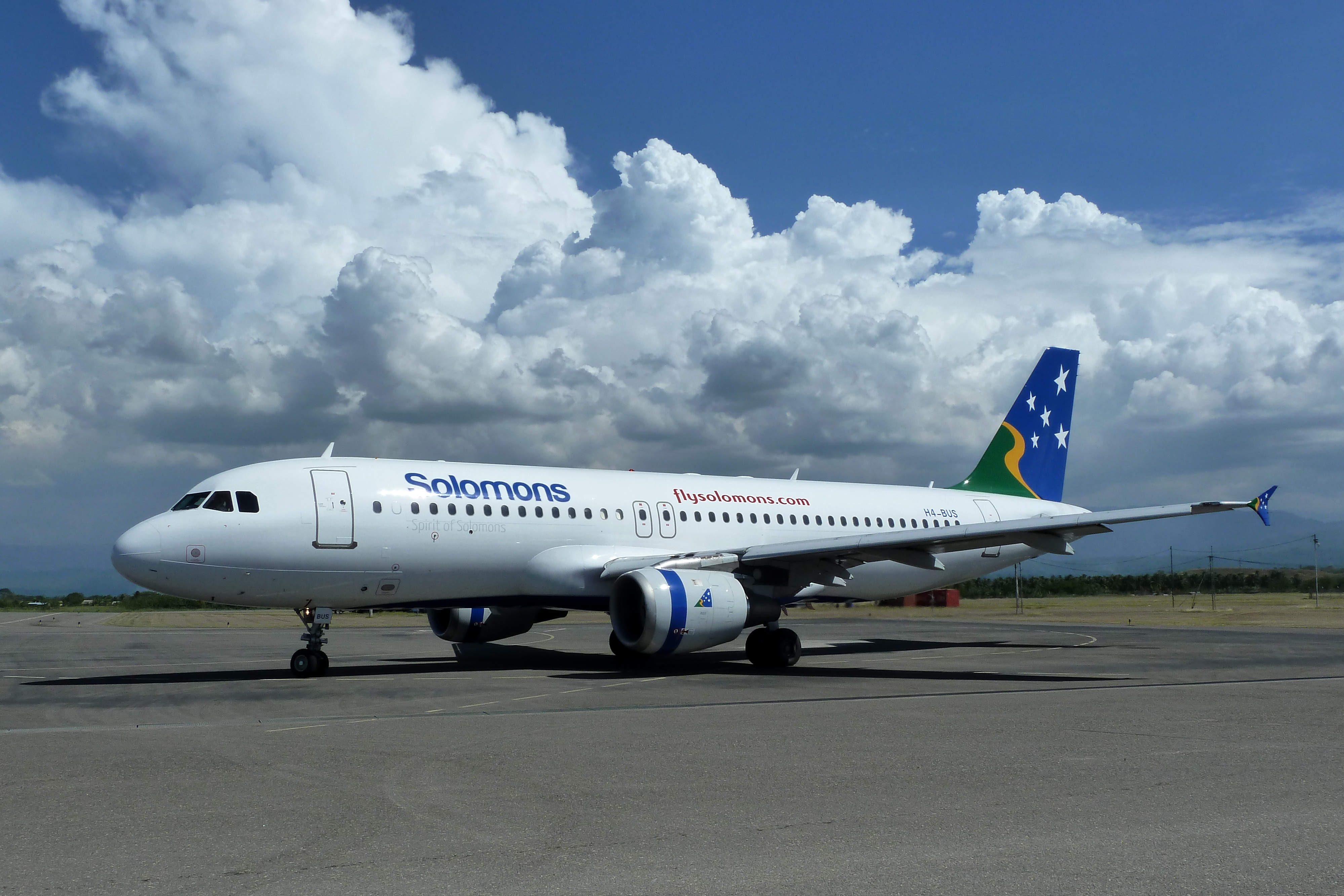
L'Airbus A320-200 de Solomon Airlines à Honiara en 2012

Solomon Airlines (code AITA : IE ; code OACI : SOL) est la compagnie aérienne nationale des Îles Salomon. Elle opère principalement des vols intérieurs mais également dans le Pacifique sud.

## Destinations
Elle dessert 24 destinations intérieurs et à l'international les 3 villes suivantes.
- Australie : 
  - Brisbane

- Fidji :
  - Nadi

- Vanuatu :
  - Port-Vila Bauerfield

## Partenariats

### Partage de codes
Solomon Airlines partage ses codes avec Air Niugini, Air Vanuatu, Fiji Airways et Qantas.

## Flotte
La société exploite les avions suivants :
- 1 Airbus A320-200
- 1 Dash 8-100
- 4 DHC-6-300 Twin Otter